# Tove Bruunstrøm Madsen
Tove Brunnstrøm Madsen gift Jensen (10. oktober 1920 i København, død 13. april 2007) var en dansk svømmer, som deltog i Sommer-OL i 1936 i Berlin, i disciplinen 100 meter rygsvømning hvor hun blev nummer syv. Hun svømmede også på det danske hold i 4 × 100 meter fri stafet som blev nummer fem. Hun vandt DM på 100 meter rygsvømning 1936 og satte 1935-1937 ni danske rekorder på distancen og forbedrede rekorden fra 1,22,0 til 1,15,3. Hun nåede også en 4.plads på EM 1938 på distansen.
Tove Brunnstrøm var gift med svømmeren Finn Jensen (en) (1914-1987).